# Cristian Tello
Cristian Tello Herrera (Sabadell, Spanyolország, 1991. augusztus 11. –) spanyol válogatott labdarúgó, az el-Orúba játékosa.

## Pályafutása

### Klubcsapatokban

#### Espanyol
Cristian Tello Herrera 1991 augusztusában született Sabadell településen, Spanyolországban, Katalóniában. Először 1999-ben jegyezték labdarúgócsapat akadémiáján, amely a Can Rull volt. Ezt követően az FC Barcelona utánpótlásán, a La Masián pallérozódott, majd egy rövid kitérő után az Espanyolhoz került.
A 2009–2010-es szezonban debütált a felnőttek között, és összesen négy meccset játszott a B csapatban.

#### Barcelona
2010 júniusában Tello visszaköltözött az FC Barcelona Atlètichez, amely a Segunda Divisiónban szerepelt. A FC Barcelona B csapatában összesen 39 mérkőzésen 9 gólt szerzett.
2011. november 19-én játszott először a Barcelona első csapatában, a L´Hospitalet elleni meccsen. Első felnőtt csapatban szerzett gólját 2011. december 22-én, szintén egy L´Hospitalet elleni mérkőzésen lőtte. Első szezonjában 7 gólt szerzett.

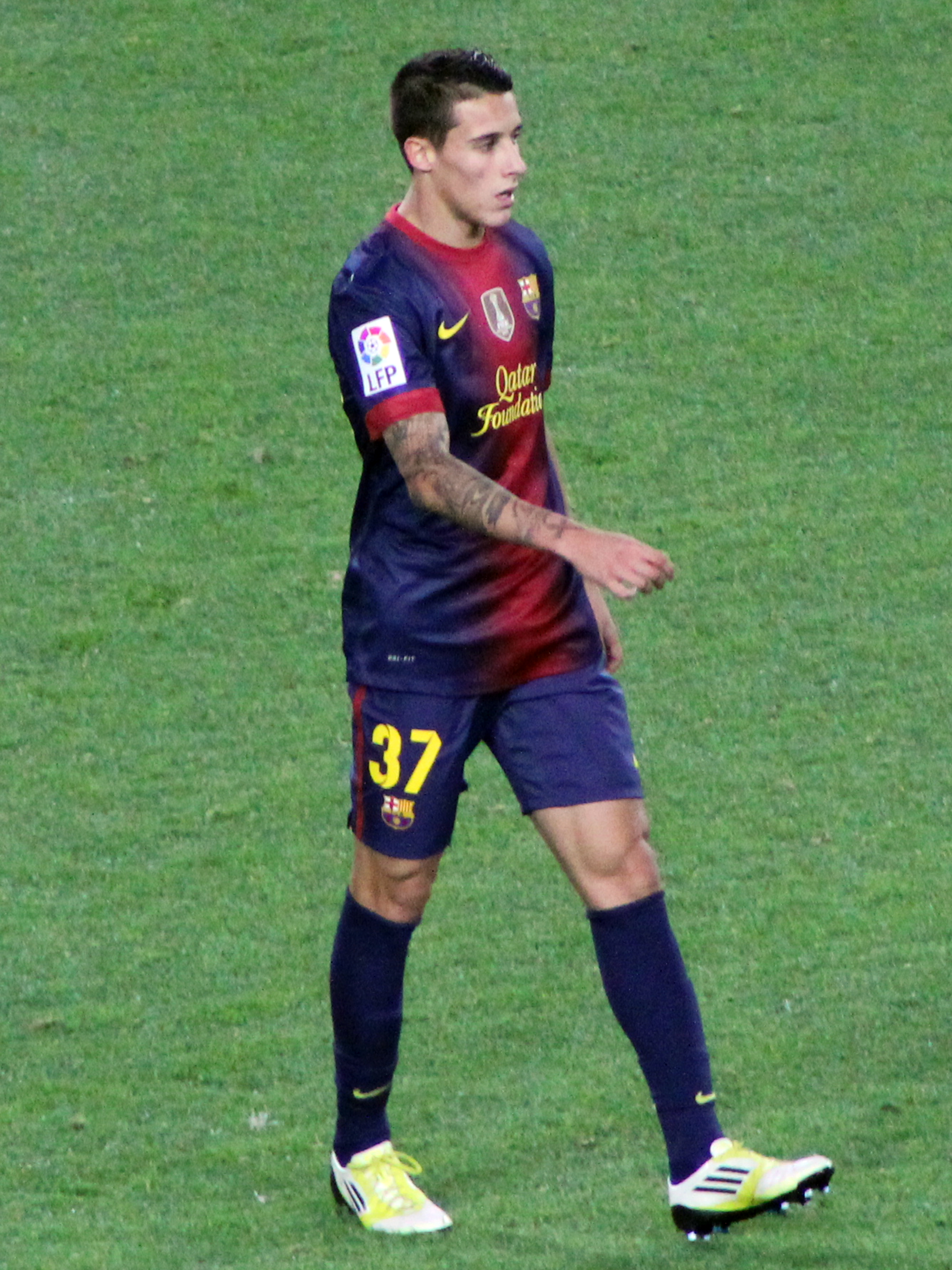
Cristian Tello a FC Barcelona játékosaként 2012-ben

2012. január 28-án lépett pályára először a La Ligában, amikor Adriano cseréjeként a 75. percben lépett pályára a Villarreal elleni 0–0-s döntetlenben. A következő hétvégén, a Real Sociedad elleni 2–1-es hazai győzelem nyolcadik percében nyitotta meg a gólok sorát, Lionel Messi átlövése után. A következő évben sikerült meggyőznie az új vezetőedzőt, Tito Vilanovát és a 2012–2013-as kiírásban a legtöbbször kezdőként kapott lehetőséget. 2012. szeptember 19-én gólt lőtt, és asszisztált Messinek a második gólban az orosz Szpartak Moszkva elleni 3–2-es vereségében a Bajnokok Ligája csoportkörében, ahol "A meccs embere" címet is kiérdemelte.
2012. december 13-án Tello új szerződést írt alá a Barcelonával, amelyben 2016 júniusáig kötelezte el magát. 2013–2014-ben, Neymar érkezése után legtöbbször a kispadra szorult. A szezonbeli első gólját december 11-én szerezte a Celtic hazai pályán, a 6–1-re megnyert Bajnokok Ligája csoportkörében, majd hat nappal később szintén a hálóba talált, a Cartagena elleni 3–0-s győzelem során. Utóbbi sorozat negyeddöntőjében, a Levante vendégeként megszerezte első profi mesterhármasát, ennek is köszönhetően nyertek 4–1-re.
2014. július 16-án kölcsönadták a portugál Primeira Ligában szereplő FC Portónak, kétéves szerződés keretein belül. November 25-én szerezte első gólját a klubban, amikor Ricardo Quaresma csereként lépett pályára, és 3–0-ra diadalmaskodtak a BATE Bariszav csapatát a BL-csoportszakaszában. Öt nappal később megszerezte első bajnoki találatát is a Rio Ave elleni 5–0-s hazai győzelemben.
2016. január 22-én a Barcelona és az olasz Fiorentina megállapodott Tello 2016. június 30-ig tartó kölcsönadásáról, fél évre. Február 3-án debütált a Serie A-ban, amikor 2–1-re legyőzték a Carpi FC-t és 18 nappal később szerezte első gólját is az Atalanta elleni 3–2-es győzelemben. 2016. augusztus 16-án a kölcsönt megújították a következő, 2016–2017-es szezonra is.

#### Real Betis
2017. június 30-án aláírt a Real Betishez 4 millió euró ellenében, öt évre. Augusztus 25-én a kispadról beszállva mutatkozott be a klub mezében a Celta Vigo ellen 2–1-re megnyert hazai mérkőzésen, és október 15-én szerezte első gólját a Valencia ellen 6–3-ra elveszített bajnokin.
Tello négy bajnoki gólt szerzett az első két szezonjában, majd 2019–2020-ban ritkábban kezdett Rubi irányítása alatt, és januárban felmerült, hogy eligazol. Érdeklődött utána a korábbi egyesülete, az Espanyol és a Celta Vigo is. Végül maradt és március 8-án betalált a Real Madrid ellenfeleként.
2021. május 22-én, az Európa-ligába kvalifikációja során a Celta elleni 3–2-es visszavágón, félidőben csereként lépett pályára, és pályafutása első piros lapját is megkapta.
Tello hat meccsen, összesen egy góllal járult hozzá, hogy csapata megnyerte a 2021–2022-es Király-kupát.

#### Los Angeles
2022. augusztus 26-án hároméves szerződéssel csatlakozott a Los Angeles FC-hez, és az 1,78 millió dolláros fizetése az egyik legmagasabbnak számított az MLS-ben. Szeptember 13-án debütált csereként a Minnesota United 1–1-es döntetlenjén.

#### el-Fateh
2023. január 25-én Tello 18 hónapos szerződéssel a szaúd-arábiai el-Fateh játékosa lett. 2024. június 2-án jelentette be klubja, hogy távozik.

#### el-Orúba
2024-ben két éves szerződést írt alá az el-Orúba csapatával.

### A válogatottban

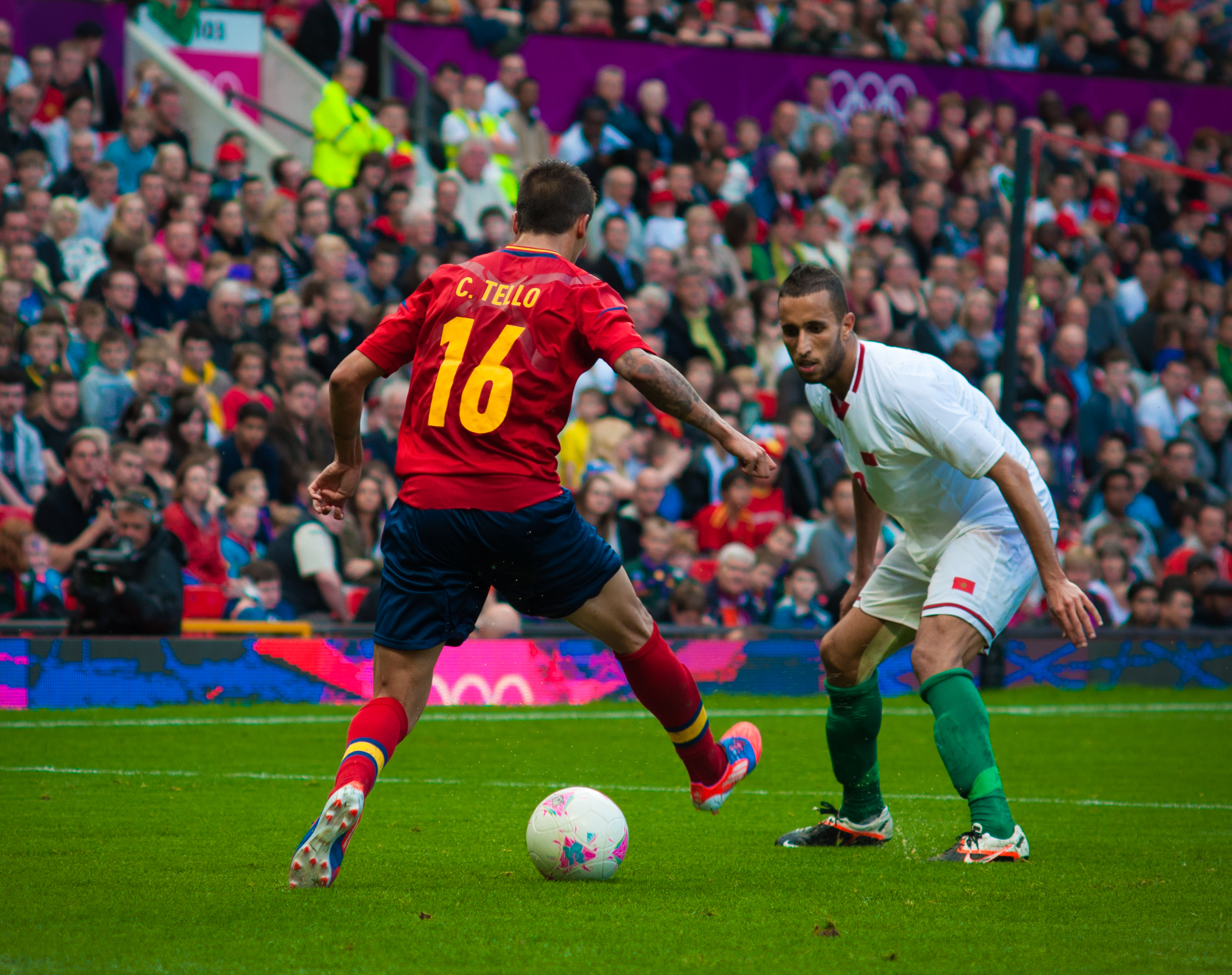
Cristian Tello a Spanyolország 2012-es Londoni olimpián

Tello 9 mérkőzésen szerepelt a spanyol utánpótlás válogatottakban, ezeken a mérkőzéseken három gólt szerzett. Tagja volt a spanyol küldöttségnek, amely részt vett a 2012-es londoni nyári olimpiai játékokon.
Tello a nem hivatalos Katalónia csapatát képviselte, 2013. január 2-án debütált a Nigéria elleni 1–1-es döntetlen során. Egyetlen spanyol felnőtt válogatott mérkőzését 2013. augusztus 14-én játszotta egy Ecuador elleni barátságos találkozón, ahol a 63. percben gólpasszt adott Santi Cazorlának, így segítve Spanyolországot a 2–0-s sikerhez.

## Statisztika

### Klubcsapatokban
2024. május 27-én frissítve.
| Klub                     | Szezon           | Bajnokság          | Bajnokság | Bajnokság | Kupa  | Kupa | Ligakupa | Ligakupa | Nemzetközi | Nemzetközi | Egyéb | Egyéb | Összesen | Összesen |
| Klub                     | Szezon           | Liga               | Mérk.     | Gól       | Mérk. | Gól  | Mérk.    | Gól      | Mérk.      | Gól        | Mérk. | Gól   | Mérk.    | Gól      |
| ------------------------ | ---------------- | ------------------ | --------- | --------- | ----- | ---- | -------- | -------- | ---------- | ---------- | ----- | ----- | -------- | -------- |
| Espanyol B               | 2009–10          | Segunda División B | 4         | 1         | —     | —    | —        | —        | —          | —          | 1     | 0     | 5        | 1        |
| Espanyol B               | Összesen         | Összesen           | 4         | 1         | —     | —    | —        | —        | —          | —          | 1     | 0     | 5        | 1        |
| Barcelona B              | 2010–11          | Segunda División   | 23        | 4         | —     | —    | —        | —        | —          | —          | —     | —     | 23       | 4        |
| Barcelona B              | 2011–12          | Segunda División   | 16        | 5         | —     | —    | —        | —        | —          | —          | —     | —     | 16       | 5        |
| Barcelona B              | Összesen         | Összesen           | 39        | 9         | —     | —    | —        | —        | —          | —          | —     | —     | 39       | 9        |
| Barcelona                | 2010–11          | La Liga            | 0         | 0         | 0     | 0    | —        | —        | —          | —          | —     | —     | 0        | 0        |
| Barcelona                | 2011–12          | La Liga            | 15        | 3         | 4     | 2    | —        | —        | 3          | 2          | —     | —     | 22       | 7        |
| Barcelona                | 2012–13          | La Liga            | 22        | 7         | 6     | 0    | —        | —        | 4          | 1          | 2     | 0     | 34       | 8        |
| Barcelona                | 2013–14          | La Liga            | 22        | 1         | 6     | 3    | —        | —        | 2          | 1          | 0     | 0     | 30       | 5        |
| Barcelona                | Összesen         | Összesen           | 59        | 11        | 16    | 5    | —        | —        | 9          | 4          | 2     | 0     | 86       | 20       |
| Porto (kölcsöneben)      | 2014–15          | Primeira Liga      | 25        | 7         | 1     | 0    | 3        | 0        | 8          | 1          | —     | —     | 37       | 8        |
| Porto (kölcsöneben)      | 2015–16          | Primeira Liga      | 11        | 0         | 3     | 1    | 1        | 0        | 5          | 1          | —     | —     | 20       | 2        |
| Porto (kölcsöneben)      | Összesen         | Összesen           | 36        | 7         | 4     | 1    | 4        | 0        | 13         | 2          | —     | —     | 57       | 10       |
| Fiorentina (kölcsöneben) | 2015–16          | Serie A            | 15        | 2         | 0     | 0    | —        | —        | 0          | 0          | —     | —     | 15       | 2        |
| Fiorentina (kölcsöneben) | 2016–17          | Serie A            | 36        | 4         | 0     | 0    | —        | —        | 5          | 0          | —     | —     | 41       | 4        |
| Fiorentina (kölcsöneben) | Összesen         | Összesen           | 51        | 6         | 0     | 0    | —        | —        | 5          | 0          | —     | —     | 56       | 6        |
| Real Betis               | 2017–18          | La Liga            | 32        | 4         | 1     | 2    | —        | —        | —          | —          | —     | —     | 33       | 6        |
| Real Betis               | 2018–19          | La Liga            | 29        | 4         | 6     | 0    | —        | —        | 6          | 1          | —     | —     | 41       | 5        |
| Real Betis               | 2019–20          | La Liga            | 27        | 2         | 3     | 1    | —        | —        | —          | —          | —     | —     | 30       | 3        |
| Real Betis               | 2020–21          | La Liga            | 29        | 5         | 4     | 0    | —        | —        | —          | —          | —     | —     | 33       | 5        |
| Real Betis               | 2021–22          | La Liga            | 23        | 2         | 6     | 1    | —        | —        | 6          | 2          | —     | —     | 35       | 5        |
| Real Betis               | Összesen         | Összesen           | 140       | 17        | 20    | 4    | —        | —        | 12         | 3          | —     | —     | 172      | 24       |
| Los Angeles              | 2022             | MLS                | 5         | 0         | —     | —    | —        | —        | —          | —          | 1     | 0     | 6        | 0        |
| Los Angeles              | Összesen         | Összesen           | 5         | 0         | —     | —    | —        | —        | —          | —          | 1     | 0     | 6        | 0        |
| el-Fateh                 | 2022–23          | Pro League         | 15        | 4         | 1     | 0    | —        | —        | —          | —          | —     | —     | 16       | 4        |
| el-Fateh                 | 2023–24          | Pro League         | 29        | 11        | 2     | 1    | —        | —        | —          | —          | —     | —     | 31       | 12       |
| el-Fateh                 | Összesen         | Összesen           | 44        | 15        | 3     | 1    | —        | —        | —          | —          | —     | —     | 47       | 16       |
| Karrier összesen         | Karrier összesen | Karrier összesen   | 376       | 65        | 43    | 10   | 4        | 0        | 39         | 8          | 4     | 0     | 467      | 82       |

1. ↑  Az összes pályára lépése a Taça da Ligában.
2. ↑  Az összes pályára lépése a Bajnokok Ligájában és az Európa-ligában.
3. ↑  Az összes pályára lépése a spanyol harmadosztályban és a spanyol szuperkupán. és az amerikai élvonal rájátszásában

### A válogatottban
| Nemzet        | Év       | Mérkőzés | Gól |
| ------------- | -------- | -------- | --- |
| Spanyolország | 2013     | 1        | 0   |
| Összesen      | Összesen | 1        | 0   |

## Sikerei, díjai

### Klubcsapatokban
- Barcelona
  - Spanyol bajnok: 2012–13
  - Spanyol kupa: 2011–12
  - Spanyol szuperkupa: 2013
- Betis
  - Spanyol kupa: 2021–22
- Los Angeles
  - Major League Soccer: 2022
  - Supporters' Shield: 2022

### A válogatottban
- Spanyolország U21
  - U21-es Európa-bajnokság: 2013